# Amphilius cryptobullatus
Amphilius cryptobullatus és una espècie de peix de la família dels amfílids i de l'ordre dels siluriformes.

## Morfologia
Els mascles poden assolir els 13,5 cm de llargària total.

## Distribució geogràfica
Es troba a Àfrica: conca del riu Congo a Zàmbia.